# Tiphys diversus
Tiphys diversus är en kvalsterart som först beskrevs av Marshall 1929.  Tiphys diversus ingår i släktet Tiphys och familjen Pionidae. Inga underarter finns listade i Catalogue of Life.